# Кисілевський Нестор Львович

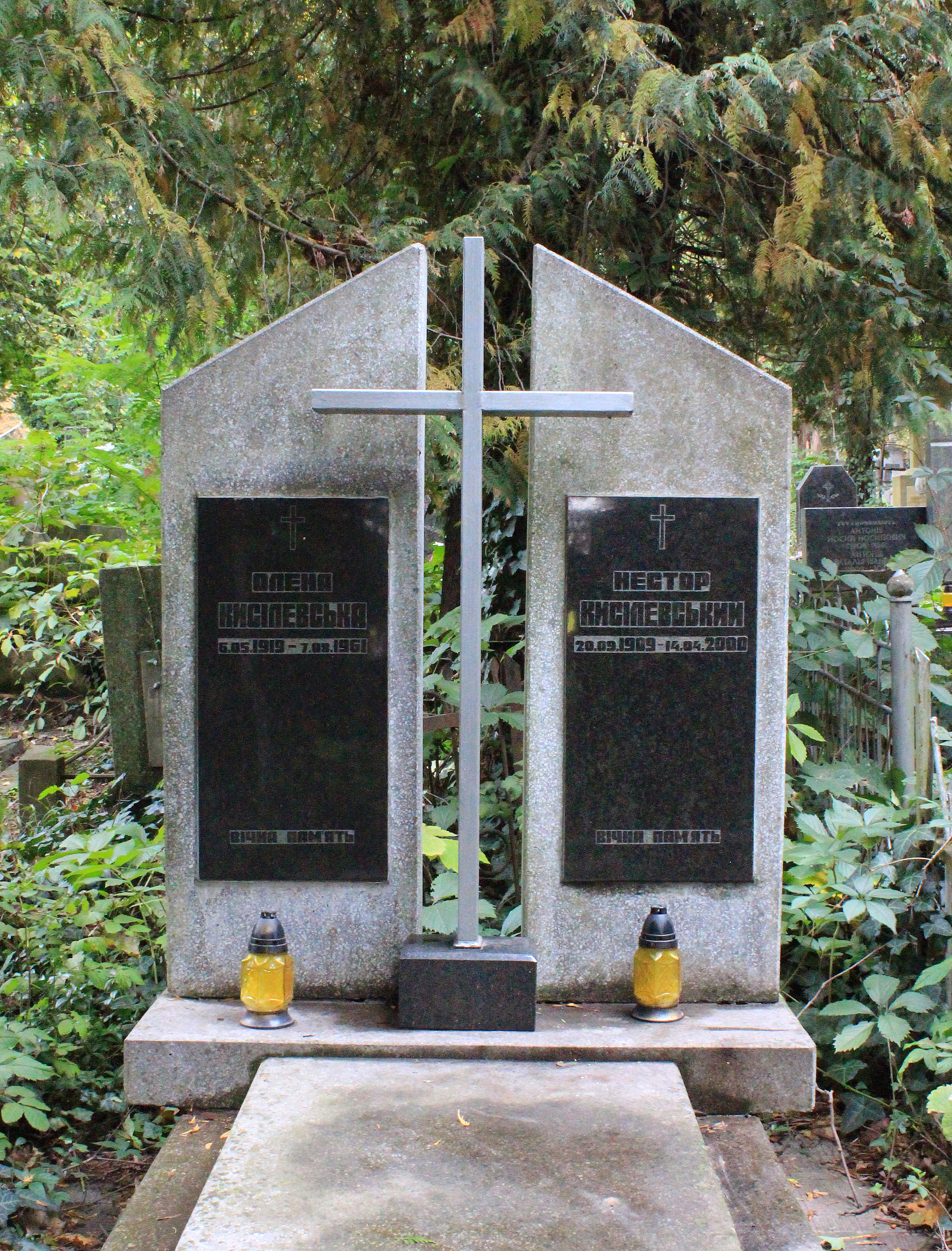
Нагробок на могилі родини Кисілевських.

Нестор Львович Кисілевський (20 вересня 1909, с. Яблунів, нині с-ще, Івано-Франківська область — 14 квітня 2000, м. Львів) — український скульптор. Член краківського мистецького об'єднання «Зарево» (1934—1941) та Спілки українських образотворчих митців (1941—1944).

## Життєпис
Нестор Кисілевський народився 20 вересня 1909 року в селі Яблуневі, нині селищі Яблунівської громади Косівського району Івано-Франківської области України.
Протягом 1928—1933 та 1937—1938 років навчався в Краківській академії мистецтв (викладачі Е. Віттіґ, К. Лящка), а в 1935 році вивчав ливарну техніку в Художньо-промисловій школі в Познані. Під керівництвом Василя Трибушного працював в його керамічній майстерні разом із Сергієм Литвиненком. У 1942—1945 роках діяльний у львівській майстерні Олекси Новаківського.
1942 року був керівником керамічного відділу Львівської художньо-промислової школи. У 1945—1948 роках працював викладачем Львівського училища прикладного мистецтва.
У 1948—1956 роках репресований, заслання відбував у Сибірі. Згодом працював у театрі м. Караґанди (Казахстан). Від 1961 — у Львові, де анонімно виготовляв надгробки і паркові скульптури.
Помер 14 квітня 2000 року у Львові. Похований на 84 полі Личаківського цвинтаря.

## Доробок
У 1934—1935 роках був учасником 6-ї виставки Асоціації незалежних українських митців м. Львова; 1939-го — виставки Польського Товариства красних мистецтв у «Палаці мистецтва» м. Кракова. Протягом 1920–1930-х років різьбив у гіпсі, теракоті, бронзі.
Основні роботи:
- портретні погруддя — «Батько» (1927), «Дівчина», «Голова» (обидва — 1934), «Богдан Лепкий» (близько 1936), «Андрей Шептицький» (1937, гіпс; 1989 року знайдена в будинку-майстерні О. Новаківського; подарована скульптором Національному музею у Львові)[2];
- фігурні історично-патріотичні композиції — «Стрілець», «Запорожець», «Бандурист» (усі — 1934—1939);
- зображення тварин — «Пси»; «Кінь» (близько 1934), «Розгукані коні в степу» (1936), «Серна» (1938).